# Dombeya analavelonae
Dombeya analavelonae är en malvaväxtart som beskrevs av Arenes. Dombeya analavelonae ingår i släktet Dombeya och familjen malvaväxter. Inga underarter finns listade i Catalogue of Life.